# Clemente Sánchez de Vercial
Clemente Sánchez de Vercial es un escritor y autor español, es posible que naciera en la villa de Sepúlveda, de la provincia de Segovia, se data que nació en 1365. Estudió en Salamanca. Fue bachiller en Leyes y clérigo. Enseñó en el Estudio de Gramática de Sepúlveda, en los años 1387 y 1393. Residió, brevemente, en Sigüenza, en Zaragoza, y durante largo tiempo en León, de cuya Catedral fue nombrado canónigo, y donde disfrutó de alta estima como indican las buenas descripciones hechas por muchos personajes de la época.
Fue autor de Sacramental, una especie de manual litúrgico sobre los sacramentos, que obtuvo gran difusión (se supuso que era el primer libro impreso en España, pero ya no se considera así), y de un Libro de los exiemplos o Suma de exiemplos, colección de cerca de quinientas narraciones breves con una enseñanza para su utilización por los predicadores.

## Biografía

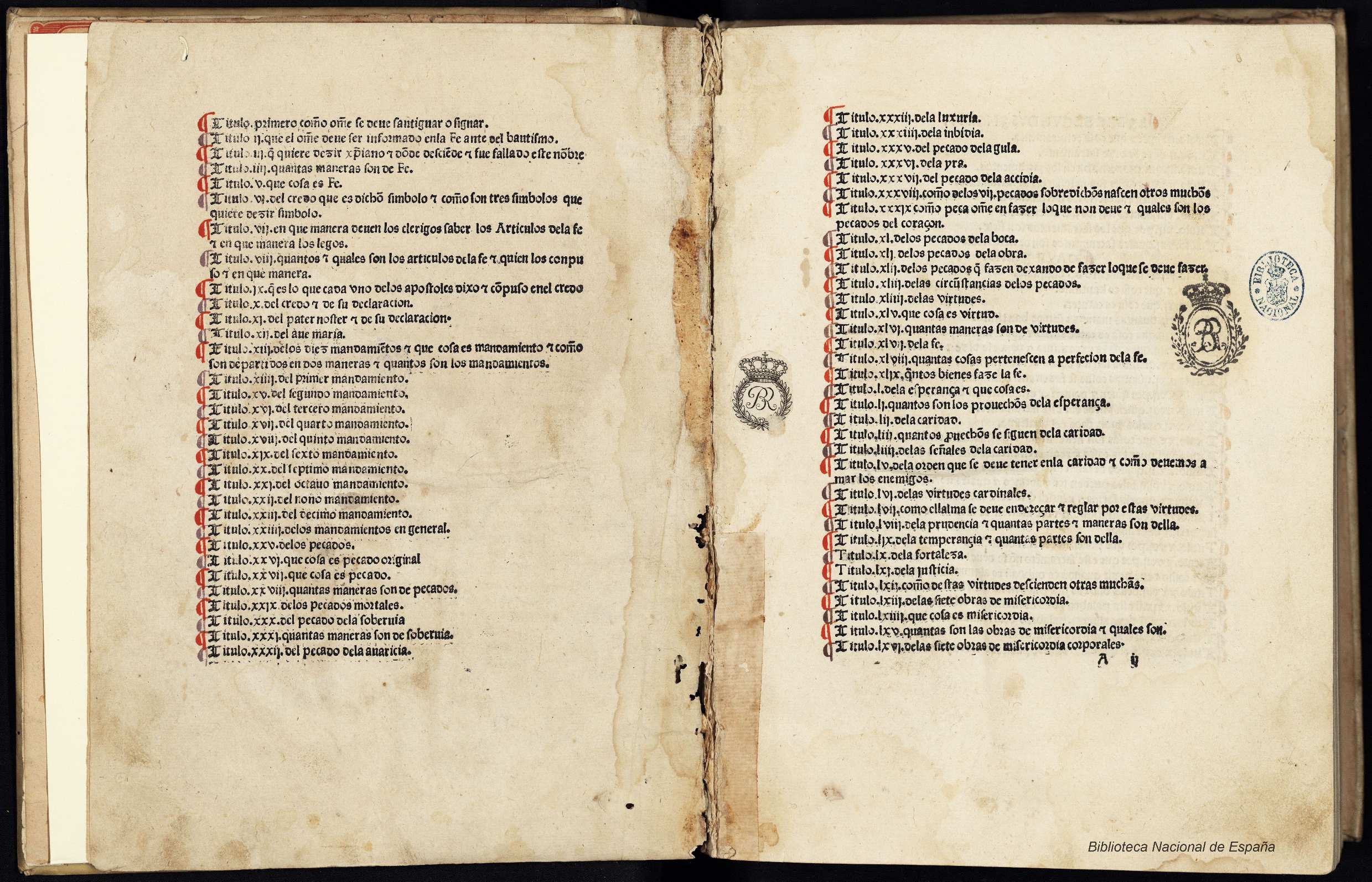
Edición de 1478 de la obra Sacramental, en Sevilla.

Fue arcediano de Valderas (León). Se le atribuye un tratado de liturgia escrito en castellano, el Sacramental, redactado entre 1421 y 1423, y él mismo declara haber compuesto una obra perdida, el Compendium censure, y el célebre Libro de los exemplos o Suma de exemplos por A.B.C., colección de apólogos escrita en latín primero, al modo de los Alphabeta exemplorum medievales, y que luego tradujo él mismo al castellano.
Se conservan dos códices con esta traducción en la Biblioteca Nacional de España (M) y en la Biblioteca Nacional de París (P), ambos del siglo XV, pero el primero es acéfalo, esto es, le falta la primera parte o comienzo del texto; el manuscrito parisino, sin embargo, se presenta completo. Entre sus fuentes principales figuran el Speculum laicorum o Espéculo de los legos; el Antidotarium; los Gesta Romanorum; el Liber exemplorum; el Alphabetum narrationum; el Disciplina clericalis de Pedro Alfonso; la Leyenda dorada y la Summa de Poenitentia. Tiene fuentes más numerosas que cualquier otra colección semejante y más que ninguna otra obra medieval española, con la excepción de las historias de Alfonso X, y conserva más temas y asuntos que ninguna otra. Sánchez de Vercial dirige la obra a Juan Alfonso de la Barbolla, canónigo de Sigüenza, a quien antes había enviado el Compendium censure. Pascual Gayangos, José Amador de los Ríos, Marcelino Menéndez y Pelayo, Eloy Díaz-Jiménez y los hispanistas Alfred Morel-Fatio, A. H. Krappe, Jean Thiébaut Welter, T. F. Crane y Frederic Tubach escribieron sobre las fuentes latinas de la obra y la influencia que tuvieron sus más de 500 cuentos en la literatura en español, así como en fechas modernas Antonio García y García, Francisco Rico, María Jesús Lacarra y Francisco López Estrada, y los hispanistas Harriet Goldberg y Alan Deyermond. Su primera edición moderna se debe a John E. Keller, en 1961.
En cuanto al Sacramental para que todo fiel cristiano sea enseñado en la fe y en lo que cumple a su salvación, fue una obra muy divulgada en manuscrito y version impresa, y se conocen por lo menos 18 ediciones en España y Portugal (trece en castellano, una en catalán -Lérida, 1495- y cuatro en portugués) entre 1465 y 1551. Según Pedro Vindel Álvarez, habría sido el primer libro impreso en España alrededor de 1470, en Sevilla; sin duda fue el primer libro impreso en portugués (Chaves, 1488; luego en Braga, entre 1494 y 1500, y en el siglo XVI en Lisboa, 1502, y Braga, 1539). Antes de que concluyese el Concilio de Trento fue colocada en el Índice de libros prohibidos, primero por el Inquisidor General de España en 1559 y dos años después por el portugués.